# Rissák András
Rissák András (Várna község, Trencsén vármegye, 1789. november 30. – Radosna, 1876. szeptember 19.) római katolikus plébános.

## Élete
Bölcseleti és teológiai tanulmányait 1811-től Nagyszombatban végezte. 1816. augusztus 17-én fölszenteltetett. Segédlelkész volt Alsókorompán, 1819-ben Miaván, 1820-ban Krakoványban. 1823. július 10-én plébános lett Vágszakalyon, négy hónap múlva Vedrődön (Nyitra megye) és 1844. január 8-án Radosmán (Nyitra megye), itt érte a halál 1876-ban.

## Műve
- Allocutio ad Reverendissimum Dominum Ignatium Kunszt, insignis neorectae collegiatae ecclesia Tyrnaviensis ad S. Nicolaum, custodem, et canonicum, l. ac regiae civitatis Tyrnaviensis parochum... dum... congregatis valediceret, habita oratore... die 1-ma Augustis 1831. Posonii.